# Flagowanie (praktyka religijna)
Flagowanie – jedna z charakterystycznych praktyk religijnych stosowanych przez niektóre wspólnoty zielonoświątkowej, charyzmatycznej lub neocharyzmatycznej gałęzi ewangelikalnego protestantyzmu. 

## Opis
Celem praktyki jest oddanie chwały i uwielbienie Boga. Zazwyczaj towarzyszy jednej z części nabożeństwa, określanej jako uwielbienie, podczas której wierni modlą się jednocześnie własnymi słowami lub w nieznanym języku, praktykują prorokowanie, uzdrawianie chorych, wypędzanie demonów i inne charyzmaty. Zazwyczaj w wyniku tych manifestacji narasta wśród wiernych potrzeba podziękowania Bogu i uwielbienia go, co swój wyraz znajduje w oklaskach, pieśniach religijnych, okrzykach, tańcu, flagowaniu itp. Flagowanie jest także częstym elementem uwielbienia odbywającego się podczas zielonoświątkowej uroczystości weselnej. Praktyka flagowania, podobnie jak większość charyzmatycznych praktyk uwielbieniowych, oparta jest na biblijnej Księdze Psalmów:

Będziemy się weselić ze zwycięstwa twego i w imię Boga naszego wzniesiemy sztandary! Niech Pan spełni wszystkie prośby twoje!